# アンドレアス・ルーテ
アンドレアス・ルーテ（Andreas Luthe、1987年3月10日 - ）は、西ドイツ、ノルトライン＝ヴェストファーレン州フェルバート出身の元サッカー選手。現役時代のポジションはGK。

## 経歴
2001年にボーフムからスカウトを受け、2006年にトップチームに昇格した。2016年に8年間過ごしたボーフムを去り、1部のFCアウクスブルクに完全移籍。
2020年8月3日、1.FCウニオン・ベルリンと契約した。
2022年6月13日、1.FCカイザースラウテルンに移籍した。
2024年5月27日、 ブンデスリーガの昇格降格プレーオフの2ndレグフォルトゥナ・デュッセルドルフ戦を最後に現役引退を発表した。

## 所属クラブ
- VfLボーフム 2009-2016
- FCアウクスブルク 2016-2020
- 1.FCウニオン・ベルリン 2020-2022
- 1.FCカイザースラウテルン 2022-2024